# Загроди (Холмський повіт)
Загроди (пол. Zagrody) — село в Польщі, у гміні Рейовець Холмського повіту Люблінського воєводства.
Населення — 148 осіб (2011).
У 1975-1998 роках село належало до Холмського воєводства.

## Демографія
Демографічна структура станом на 31 березня 2011 року:
|          | Загалом | Допрацездатний вік | Працездатний вік | Постпрацездатний вік |
| -------- | ------- | ------------------ | ---------------- | -------------------- |
| Чоловіки | 78      | 12                 | 55               | 11                   |
| Жінки    | 70      | 10                 | 37               | 23                   |
| Разом    | 148     | 22                 | 92               | 34                   |